# Ламбо Комитов
Ламбо (Ламби) Иванов Комитов е български революционер, деец на Върховния македоно-одрински комитет.

## Биография
Ламбо Комитов е роден в 1886 година във варненското село Голям Аладън. Влиза във ВМОК и е четник при Никола Левтеров.
През Балканската война е доброволец в Македоно-одринското опълчение, в четата на Никола Лефтеров.
През Първата световна война е в редиците на Шестдесет и четвърти пехотен полк на Българската армия. Загива на 8 август 1916 година в железопътна катастрофа край Ниш.